# Bruno Nazário
Bruno dos Santos Nazário (Cascavel, 9 febbraio 1995) è un calciatore brasiliano, centrocampista dell'Henan.

## Carriera

### Gli inizi
Cresciuto nella squadra del suo paese di nascita, il Cascavel, e nel Figueirense, nel 2013 viene accostato alla formazione del Tombense e in seguito mandato a giocare in prestito all'América-MG, dove però non totalizza neanche una presenza.

### Hoffenheim e vari prestiti
Sempre nel 2013 il prestito del giocatore scade e quindi viene accostato alla rosa dell'Hoffenheim, dove totalizza soltanto due presenze. Nell'agosto 2014 viene richiesto in prestito dal Lechia Danzica per un contratto biennale, ovvero fine all'agosto 2016.
Segna il suo primo gol contro il Polonia Varsavia all'82', dopo essere entrato al 59' al posto di Lukáš Haraslín. A scadenza contratto è costretto a partire, dopo aver totalizzato con il club polacco 27 presenze e solo un gol. Nel febbraio 2016 viene ceduto in prestito alla formazione del Cruzeiro dove totalizza soltanto 5 presenze senza mai segnare.
Nel 2017 viene rimandato per l'ennesima volta in prestito, questa volta al Guarani.

## Statistiche

### Presenze e reti nei club
Statistiche aggiornate al 23 novembre 2017.
| Stagione              | Squadra               | Campionato            | Campionato | Campionato | Coppe nazionali | Coppe nazionali | Coppe nazionali | Coppe continentali | Coppe continentali | Coppe continentali | altre coppe | altre coppe | altre coppe | totale | totale | totale |
| Stagione              | Squadra               | Comp                  | Pres       | Reti       | Comp            | Pres            | Reti            | Comp               | Pres               | Reti               | Comp        | Pres        | Reti        | Pres   | Reti   |        |
| --------------------- | --------------------- | --------------------- | ---------- | ---------- | --------------- | --------------- | --------------- | ------------------ | ------------------ | ------------------ | ----------- | ----------- | ----------- | ------ | ------ | ------ |
| 2012-2013             | Figueirense           | B                     | 4          | 0          | -               | -               | -               | -                  | -                  | -                  | -           | -           | -           | 4      | 0      |        |
| 2013-2014             | Hoffenheim            | BL                    | 2          | 0          | -               | -               | -               | -                  | -                  | -                  | -           | -           | -           | 2      | 0      |        |
| 2014-2015             | Lechia Danzica        | E                     | 14         | 0          | CP              | 1               | 0               | -                  | -                  | -                  | -           | -           | -           | 15     | 0      |        |
| 2015-2016             | Lechia Danzica        | E                     | 22         | 1          | CP              | 2               | 0               | -                  | -                  | -                  | -           | -           | -           | 24     | 1      |        |
| Totale Lechia Danzica | Totale Lechia Danzica | Totale Lechia Danzica | 36         | 1          |                 | 3               | 0               |                    | -                  | -                  |             | -           | -           | 39     | 1      |        |
| giu. 2016             | Cruzeiro              | A                     | 5          | 0          | CB              | 0               | 0               | -                  | -                  | -                  | -           | -           | -           | 5      | 0      |        |
| gen. 2017             | Guarani               | B                     | 32         | 4          | CB              | 1               | 0               | -                  | -                  | -                  | -           | -           | -           | 33     | 4      |        |
| Totale carriera       | Totale carriera       | Totale carriera       | 79         | 5          |                 | 4               | 0               |                    | -                  | -                  |             | -           | -           | 83     | 5      |        |